# Француско-пруски рат, комедија Косте Трифковића
Француско-пруски рат, комедија Косте Трифковића. У комедији Француско- пруски рат, тема и интрига врло су једноставне. Трифковић разбија стару комедиографску класицистичку форму и даје нови тип комедије. У Француско–пруском рату готово да и нема заплета: цела комедија је у ствари нешто развијенија – дијалогизирана анегдота о свађи и инату два мала обична грађанина, који иначе живе мирним и повученим животом, којима је највећа брига добар ручак с киселом чорбом и телећим черегом, а удаја ћерке или женидба сина представља епохалан догађај. Њихову склоност ка политизирању Трифковић је усмерио на тада актуелни Француско–пруски рат.
Једночинка почиње реченицом Кате, Петровићеве жене, како је све у реду. Писац нас уводи у топлу породичну идилу. У току су припреме за ручак када ће се десити прстеновање њихове ћерке Марије. Док су мајка и ћерка узбуђене око припрема за свечани ручак, отац чита новине опседнут ратом и славећи Прусе. 
Једночинка је динамична и сажета. Све се дешава веома брзо, пред публиком, на сцени. Већ у првом призору Петровић долази у сукоб са својом породицом због свог одушевљења Прусима. 
Шта ми је?... Мислиш ли ти да ја немам мозга да расудим ствар? Море, знаш ли ти шта ће то рећи: Прус?... Прус! И име му је лепо! Па какви су то генерали?! – Молтке, Фогел фон Фалкенштајн, Штајмец, па тек царевић Фриц Откако је света и века није било таквих људи! Па ти још сумњаш да неће за осам дана бити у Паризу? Ти си, жено, луда!
Симетричан лик Петровићу је Поповић који је с друге стране опседнут Французима. То је наравно довољно за сукоб две главе породице и за искакање из нормалног тока догађаја. Трифковић заоштрава свађу својих јунака који у афекту откривају право лице. Долази до узајамног вређања – Петровић је паор с дукатима, а Поповић господин без новаца. На тај начин писац и социолошки одређује своје ликове. На врхунцу свађе, у афекту, долазе у ситуацију да раскину веридбу своје деце. Истог тренутка се, међутим, хладе и повлаче. Показује се да нису кадри да се до краја заложе за своја убеђења, и да је сва њихова свађа и политизирање бесмислено, узалудно, према томе и комично. Речи и дела падају у раскорак. Досетка њихове деце, њихова одлука да крену у Француску односно Пруску, добродошла је родитељима као отрежњење и изговор да се врате ручку и веридби. 
Писац вешто уплиће и жене својих јунака у сукоб. Оне на почетку осуђују мужеве што се заносе политиком, а не воде рачуна о срећи своје деце, да би убрзо и саме пристале уз мужеве, односно уз Прусе и Французе (упркос чињеници да Ката у почетку не види никакву разлику између Пруса и Руса – све јој је то подједнако туђе и непознато). 
Тај паралелизам ликова и ситуација извор је комике у једночинки – најпре вербални сукоб Петровића и Поповића, затим сукоб њихових супруга – једна је паоруша којој из злата вири простота, а друга је велика госпоја и помодарка.
Сукоб разрешава и смирује ситуацију љубавни пар Милан и Марија. Њихове речи су пародија романтичарских израза, исмевање високопарних излива којих је било доста у савременој књижевности. 
Милан – Зар би ја био син вредан Вас, кад још не би знао камо ме зове позив мој?! – Камо на друго место, него тамо где јунаци крв своју пролевају храбро бранећи отаџбину своју, где горостасне лавове нападоше крвожедне хијене, где стару војничку славу хоће да помраче људи са наочарима и Кантовом филозофијом! Камо на друго место, ако не у само Француску!

Марија - ... И ја сам вредна кћи својих родитеља! Иако сам женска, нисам кукавица! ... Иако се нећу борити у редовима храбрих јунака, а оно ћу да се нађем на другом, још славнијем месту. Рањени, храбри пруски војници наћи ће у мени анђела хранитеља. Тешке ћу им ране завијати, самртницима пружати слађана напитка, а мртвима на гроб цвеће садити и венце плести.
Након тога писац даје нагли расплет – уплашени родитељи, зарад среће своје деце, као и да нису били у непомирљивом сукобу, прелазе преко свега као да се ништа није ни десило (да се чине невешти) и враћају се у нормалан колосек. 
У првобитној верзији краја, јунаци једночинке враћају се чорби и говедини – враћају се свом мирном и удобном животу маловарошана. Неке критичаре вређа обавезна чорба на крају комада, те Трифковић прерађује крај дела у национално наравоученије да треба држати само са Србима.
За Трифковићеве комедије карактеристично је да почињу ведро, лако. На почетку Француско-пруског рата очекује се гозба пријатељских породица; у Љубавном писму Евица сања о будућој срећи. Међутим, даље долази до заплета током којих се руши ова идилична хармонија и открива пуна дисхармонија реално постојећих односа. На крају, после приказане дисхармоније, све се враћа у идилску хармонију – Марија и Милан ће се венчати (Француско-пруски рат), Евица ће поћи за Милана (Љубавно писмо). Писац, дакле, прави сценски круг – од идиличне хармоније преко дисхармоније, која испуњава позоришну сцену, он се враћа идили. 